# Затвор – Пловдив
Затвор – Пловдив е затвор в град Пловдив, България.
Непосредствено след Освобождението е устроен в дотогавашен хан в района на днешния хотел „Санкт Петербург“, а през 1963 година е преместен на сегашното си място в южната част на града. Затворът има два филиала – общежитията от открит тип „Хеброс“ в съседство с основния корпус и „Смолян“ в град Смолян.
Местното подразделение на Държавно предприятие „Фонд затворно дело“ експлоатира металообработващ и мебелен цех, а в Смолян – животновъдна ферма и мандра.
В затвора работи психолог Нина Гълъбова.

## Известни затворници
- Желязко Ангелов (1916 – ?), комунистически активист
- Димо Дичев (1902 – 1982), комунистически активист
- Иван Желев (1911 – 2002), комунистически активист
- Христо Лъджев (1910 – ?), комунистически активист
- Фердинанд Миланов (1904 – 1944), комунистически активист
- Илия Минев (1917 – 2000), антикомунистически активист
- Иван Перпелиев (1909 – 1963), комунистически активист
- Надежда Попова (1905 – 1932), анархистка активистка
- Борис Стамболиев (1913 – 1974), комунистически активист
- Стоян Стоянов (1909 – 1985), комунистически активист
- Ваклуш Толев (1923 – 2013), антикомунистически активист
- Георги Шейтанов (1896 – 1925), анархистки активист